# جایزه شخصیت شجاع

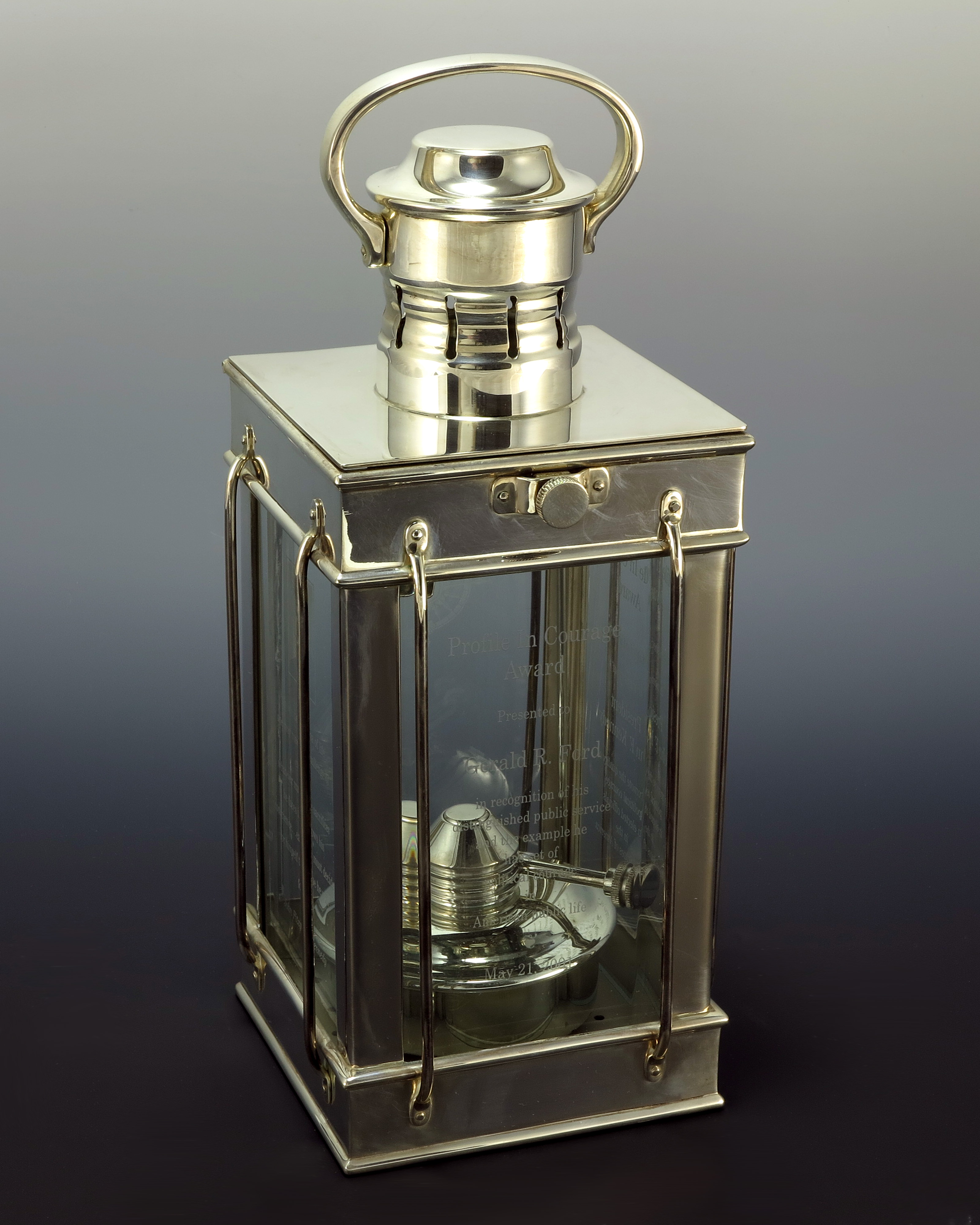
جایزه شخصیت شجاع

جایزه شخصیت شجاع جایزه خصوصی ای است که برای شناسایی شجاعت، مشابه آنچه جان اف کندی در ابتدای کتاب خود به نام «شخصیت‌ها در شجاعت» توصیف کرده‌است، اهدا می‌شود. این جایزه به افرادی تعلق می‌گیرد (اغلب مقامات منتخب آنها هستند)، با عمل به وجدان خود، با دنبال کردن دید وسیع تری از منافع ملی، دولتی یا محلی در مقابل مخالفت با مردم گرایی یا فشار از طرف رای‌دهندگان یا سایر منافع محلی، زندگی یا زندگی خود را به خطر اندازند.
برندگان این جایزه توسط کمیته ای به نام بنیاد کتابخانه جان اف کندی انتخاب می‌شوند که اعضای خانواده کندی و دیگر افراد برجسته آمریکایی را شامل می‌شود. به‌طور کلی هر ساله در حدود زمان تولد جان اف کندی (۲۹ مه) در مراسمی در کتابخانه کندی در بوستون اهدا می‌شود. این جایزه به‌طور کلی توسط کارولین، دختر جان اف کندی اهدا می‌شود. همچنین پیش از مرگ، دیگر مجریان شامل برادر جان کندی، تد، پسرش جان جونیور و همسرش ژاکلین بودند.
به شخص برنده مدالی از نقره استرلینگ که توسط تیفانی و ادوین اسلوسبرگ طراحی شده‌است اهدا می‌شود. این فانوس بر اساس فانوسهای موجود در قانون اساسی ایالات متحده که در سال ۱۷۹۷ انتخاب شد، الگوی خود را ارائه می‌دهد.

## برندگان
بعضی شخصیت‌های برجسته برنده این جایزه در ذیل می‌باشند:
- ۲۰۰۰، هیلدا سولیس
- ۲۰۰۰، جان لیویس
- ۲۰۰۲، کوفی عنان دبیرکل سازمان ملل متحد
- ۲۰۰۳، روی بارنس
- ۲۰۰۴، سیما سمر، یک مدافع، فعال و مددکار اجتماعی افغانستان شناخته شده از حقوق زنان و حقوق بشر در مجامع ملی و بین‌المللی که از دسامبر ۲۰۰۱ تا ۲۰۰۳ به عنوان وزیر امور زنان افغانستان فعالیت می‌کرد.
- ۲۰۰۵، شرلی فرانکلین
- ۲۰۰۶، جان مورتا
- ۲۰۰۷، بیل وایت
- ۲۰۰۸، ویلیام وینتر
- ۲۰۰۹، بروکزلی بورن
- ۲۰۱۰، کارل باس
- ۲۰۱۱، مایکل ویلینز
- ۲۰۱۲، ویل گونیم
- ۲۰۱۳، گبی گیفوردز
- ۲۰۱۴، جورج بوش
- ۲۰۱۵، باب انگلیس
- ۲۰۱۶، دن مالوی
- ۲۰۱۷، باراک اوباما
- ۲۰۱۸، میچ لاندریو، رهبری او در حذف چهار بنای متحد کنفدراسیون در نیواورلئان ضمن ارائه تأملاتی صریح و دلسوزانه در لحظه و جایگاه آن در تاریخ."
- ۲۰۱۹، نانسی پلوسی، "برای قرار دادن منافع ملی بالاتر از منافع حزب او برای گسترش دسترسی به مراقبت‌های بهداشتی برای همه آمریکایی‌ها و در برابر موجی از حملات سیاسی، تلاش برای بازپس‌گیری اکثریت و انتخاب متنوع‌ترین کنگره در تاریخ ملت ایالات متحده."
- ۲۰۲۰، میت رامنی، "بخاطر رأی وی برای استیضاح دونالد ترامپ رئیس جمهور آمریکا در سال ۲۰۲۰ و دفاع مداوم و شجاعانه او از دموکراسی. به عنوان اولین سناتوری که تاکنون رأی به محکومیت رئیس جمهور حزب خود داده‌است، موضع شجاعانه سناتور رامنی تاریخی بود."